# 2night
2night è un film del 2017 diretto da Ivan Silvestrini, ambientato a Roma. È il remake dell'omonimo film israeliano diretto nel 2011 da Roi Werner, ambientato a Tel Aviv.

## Trama
Una ragazza e un ragazzo trascorrono una notte in macchina per le strade di Roma e ciò che sembrava un incontro fugace si trasforma in qualcos'altro.

## Distribuzione
Il film è stato distribuito nelle sale cinematografiche italiane il 25 maggio 2017.